# Красноказарменная улица
Красноказа́рменная у́лица — улица в Юго-Восточном административном округе города Москвы на территории района Лефортово. Начинается у Лефортовского моста, являясь продолжением улицы Радио. Далее следует на юго-восток; к ней последовательно примыкают Головинская (с севера) и Красноказарменная (с юга) набережные, Первый Краснокурсантский проезд и улица Лефортовский Вал (их Красноказарменная улица пересекает), Энергетический проезд и улица Лапина (с севера). Затем Красноказарменная улица (к которой с юга примыкает Проектируемый проезд № 137) поворачивает на восток и заканчивается у Авиамоторной улицы.

## История
С 1730 года на месте современной Красноказарменной улицы находилась Анненгофская роща. Была уничтожена смерчем 16 (29) июня 1904 года. В 1913 году эту территорию приобрели городские власти, но активная застройка на Красноказарменной началась только в советское время.
Название улицы восходит к XIX веку и образовано от «Красных казарм» — зданий бывших кадетских корпусов (двух служебных корпусов Екатерининского дворца и Лефортовских казарм), выстроенных из красного кирпича.

## Учреждения
На Красноказарменной расположены здания Московского Энергетического (МЭИ) и Всероссийского Электротехнического институтов, ОКБ МЭИ, а также Московской военной комендатуры.

## Примечательные здания и сооружения
По нечётной стороне:
- № 5 — Здание 3-го Кадетского корпуса имени Александра II. В нём на казённой квартире в юношеские годы, с 1903 года вместе с семьей жил будущий российский и советский геохимик и минералог, академик А. Е. Ферсман[2]
- № 9А — Росгвардия
- № 13, стр. 1 — Здание Всесоюзного Электротехнического Института (ВЭИ)[3] (ныне лабораторно-учебный корпус «Е» НИУ МЭИ; передан в распоряжение МЭИ в 1943 году[4]). Построено в 1927—1930 годах. Архитекторы А. В. Кузнецов (руководитель), В. Я. Мовчан, Г. Я. Мовчан, Л. Н. Мейльман, И. С. Николаев, при участии Коренькова, Ильинского, Шведова и Чуенко
- № 13а — Здание учебного корпуса (корпус «М») и библиотека МЭИ[4]
- № 17 — Здание главного учебного корпуса МЭИ. Построено в 1934—1945 годах. Архитектор Д. Н. Чечулин[4]

По чётной стороне:
- № 4 — Здание 3-го Кадетского корпуса имени Александра II (1830-е, архитекторы Е. Д. Тюрин, К. А. Тон)
- № 12 — Жилые дома преподавателей и аспирантов ВЭИ (1928, архитекторы В. Я. Мовчан, Г. Я. Мовчан)[5]
- № 14 — Здание административного корпуса МЭИ[4]. На здании — памятная доска с барельефом и надписью: «Здесь работал профессор Карл Адольфович Круг (1873—1952), выдающийся деятель советской электротехники, один из основателей МЭИ»[6]

## Транспорт

### Метро
Авиамоторная,  Авиамоторная,  Лефортово,  Бауманская,  Курская,  Курская,  Чкаловская,  Площадь Ильича,  Римская.

### Железнодорожный транспорт
Авиамоторная,  Курская,  Серп и Молот.

### Автобусы
По улице проходят маршруты наземного транспорта (по состоянию 2020 год):
- т24:  Авиамоторная —  Красные Ворота
- 730: Гаражная улица —  Семёновская —  Авиамоторная —  Площадь Ильича/ Римская (от Волочаевской улицы до Лефортовского Вала с дальнейшим левым поворотом на Лефортовский Вал при следовании к Гаражной улице; от Авиамоторного проезда до Красноказарменного проезда с дальнейшим левым поворотом на Красноказарменный проезд (следование к МФЦ на проезде Завода Серп и Молот) с дальнейшим следованием по Лефортовскому Валу и с выездом вновь на Красноказарменную улицу с дальнейшим следованием в обратном направлении в сторону Авиамоторного проезда)
- 805: Карачаровский путепровод —  Нижегородская —  Авиамоторная — Центр обслуживания населения (от Лефортовского Вала до Авиамоторной улицы; только в сторону метро Авиамоторная)
- 859: Карачарово — Платформа Фрезер —  Авиамоторная — Центр обслуживания населения (от Лефортовского Вала до Красноказарменного проезда; только в сторону Карачарово)
- 987:  Авиамоторная — Платформа Серп и Молот (от улицы Лефортовский Вал до Красноказарменного проезда в направлении Метро Авиамоторная; от Красноказамарменного проезда до Авиамоторной улицы в обоих направлениях)

### Трамваи
- 24: Курский вокзал —  Авиамоторная — Проезд Энтузиастов
- 37: Каланчёвская улица —  Комсомольская —  Красносельская —  Бауманская —  Авиамоторная —  Шоссе Энтузиастов/ Шоссе Энтузиастов —  Новогиреево — Новогиреево
- 43:  Угрешская —  Дубровка —  Дубровка —  Пролетарская —  Авиамоторная —  Шоссе Энтузиастов — 3-я Владимирская улица
- 50: Тверская Застава —  Новослободская —  Проспект Мира —  Комсомольская —  Красносельская —  Бауманская —  Авиамоторная — Проезд Энтузиастов

## Фотографии
- Здание ВЭИ[3] (ныне лабораторно-учебный корпус МЭИ), видео, 2011

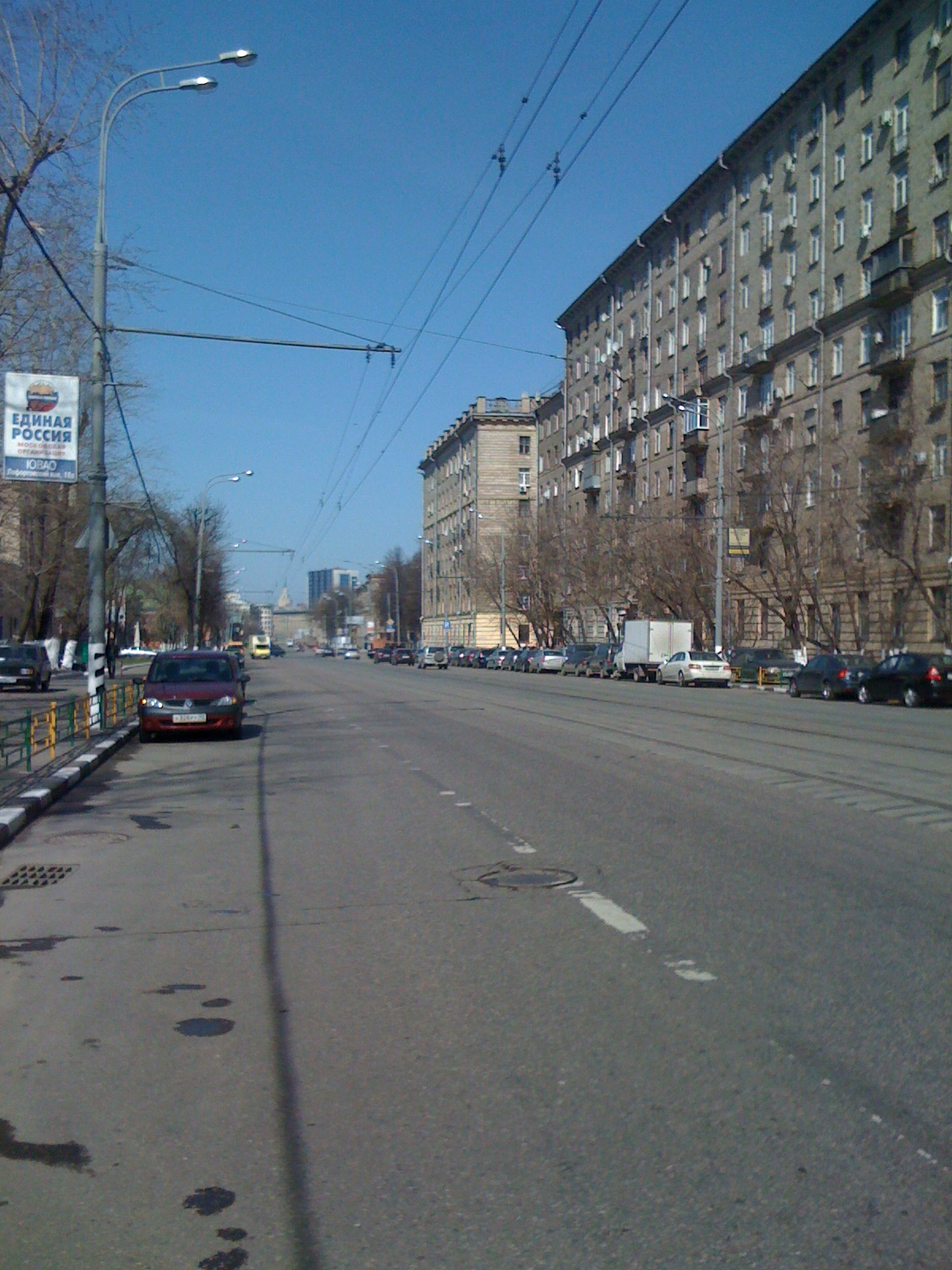
Красноказарменная улица в сторону центра
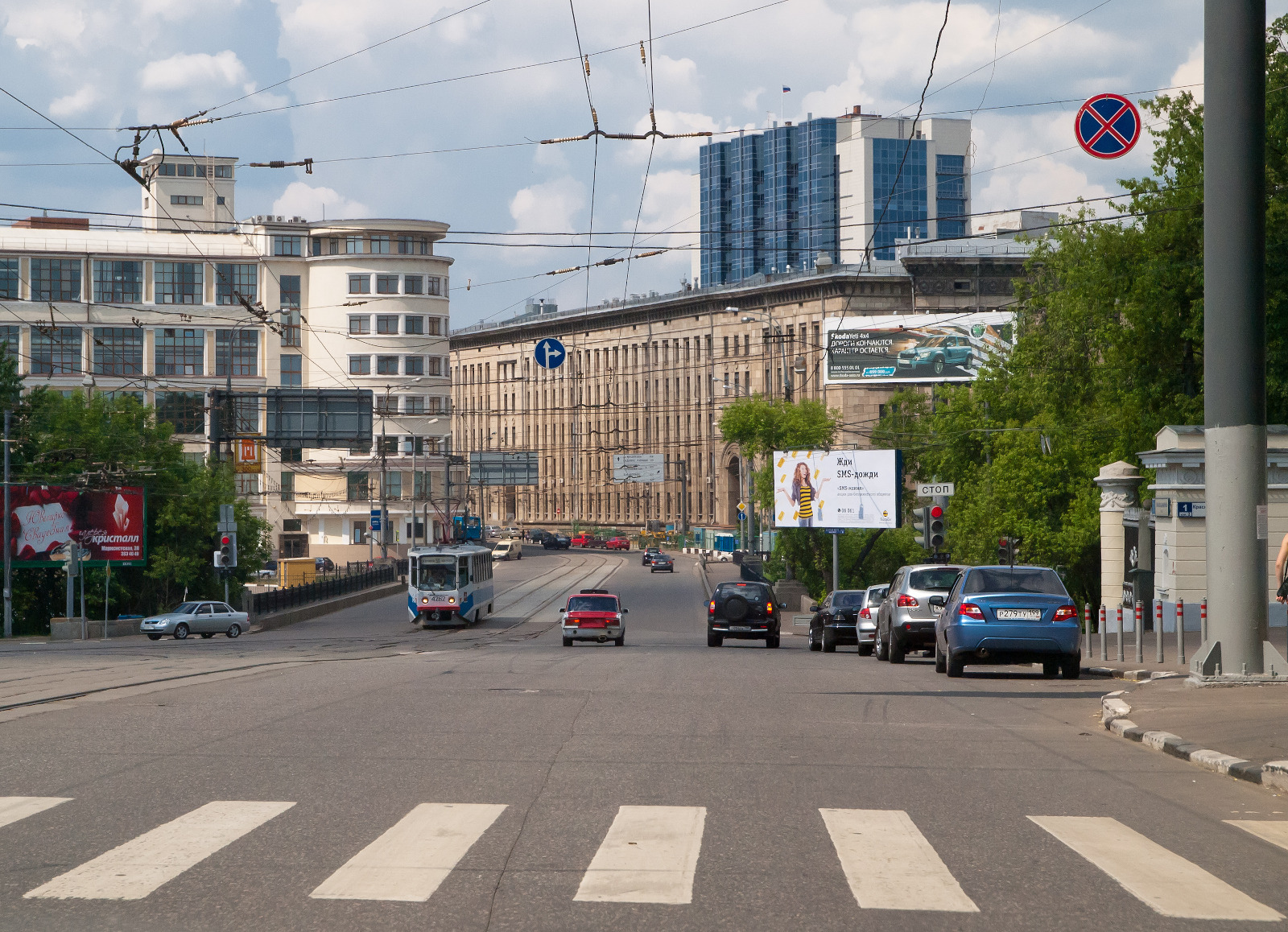
Улица начинается у Лефортовского моста; с другой стороны его — улица Радио
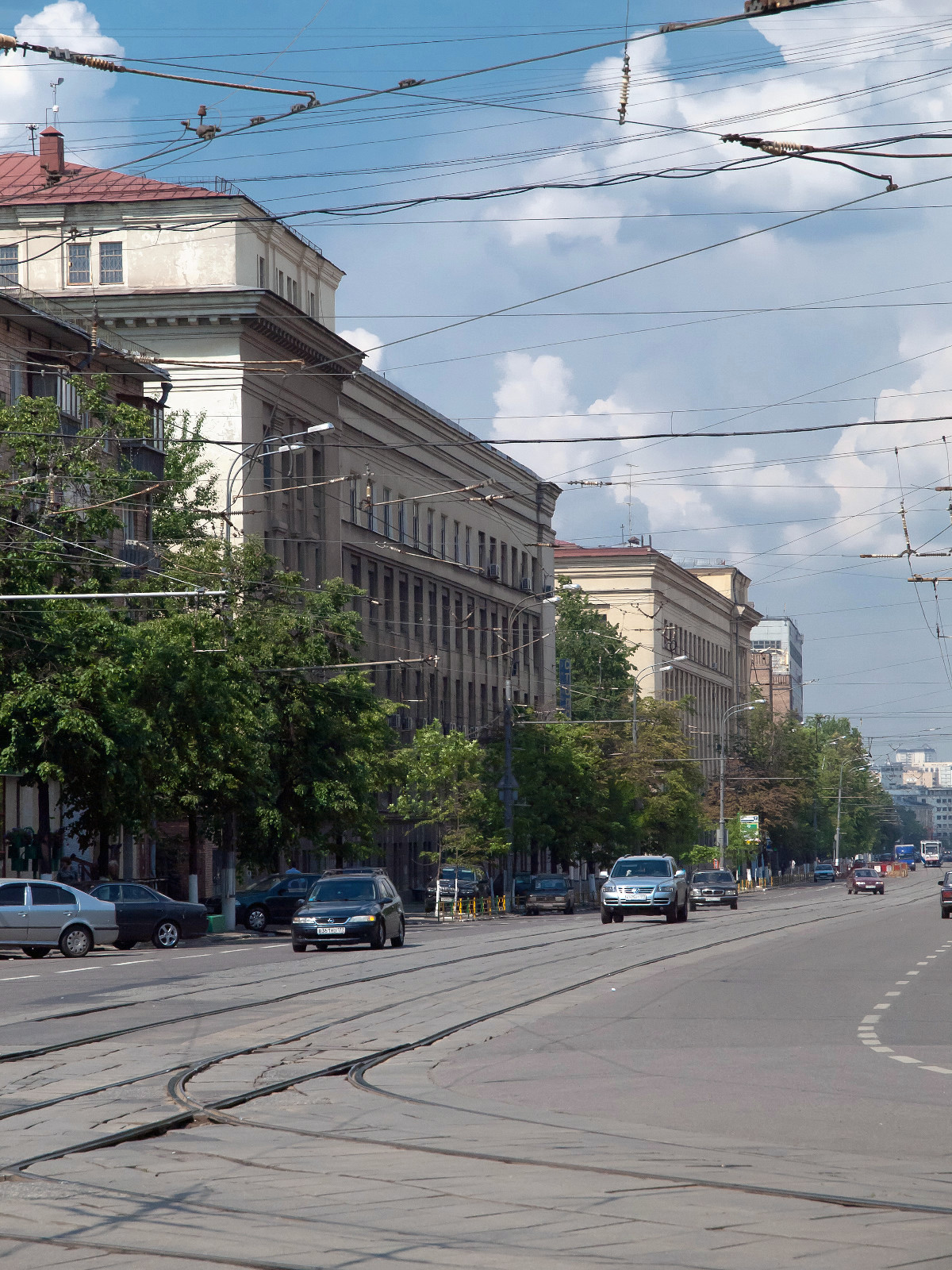
Красноказарменная улица
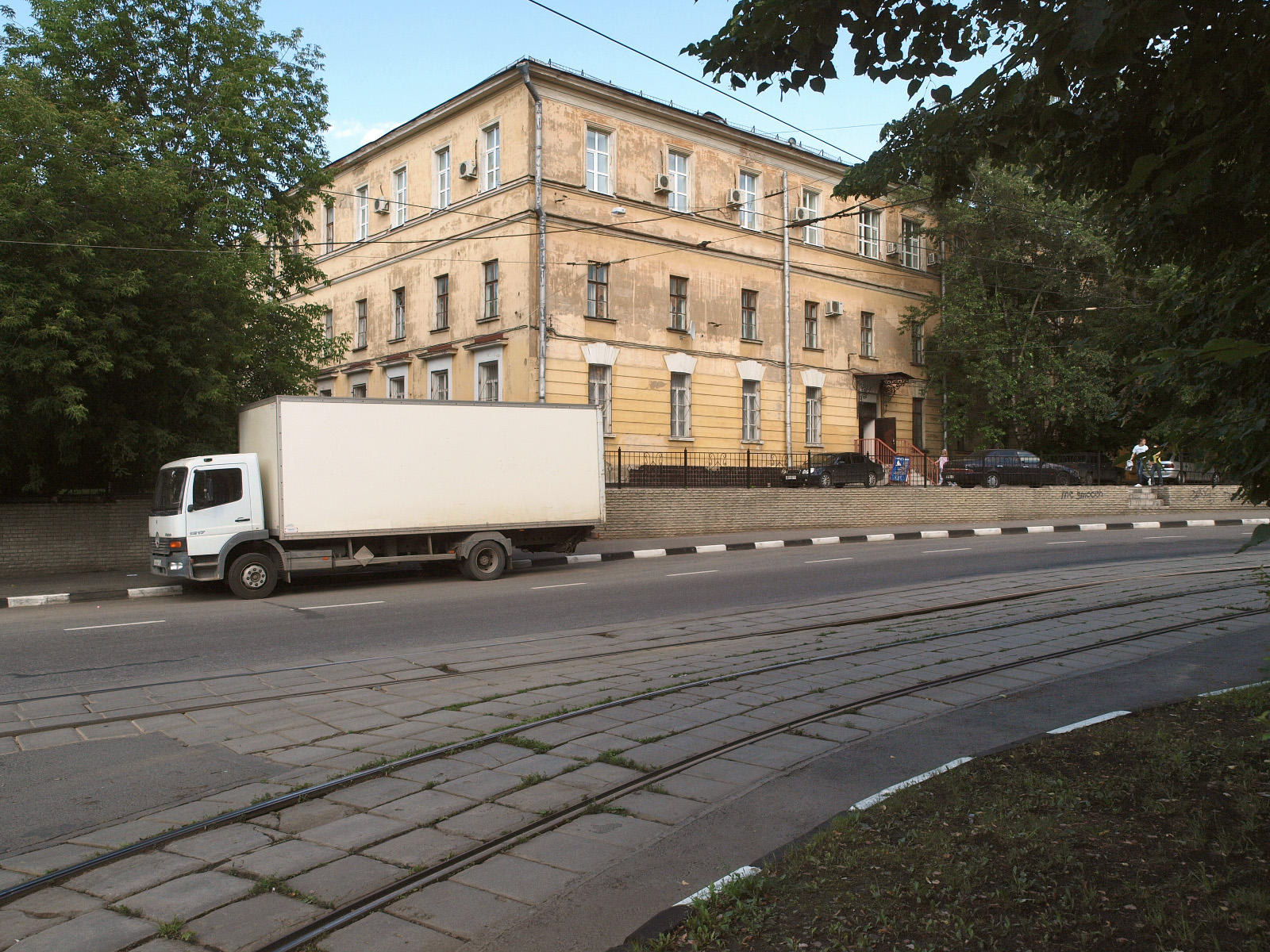
Красноказарменная площадь
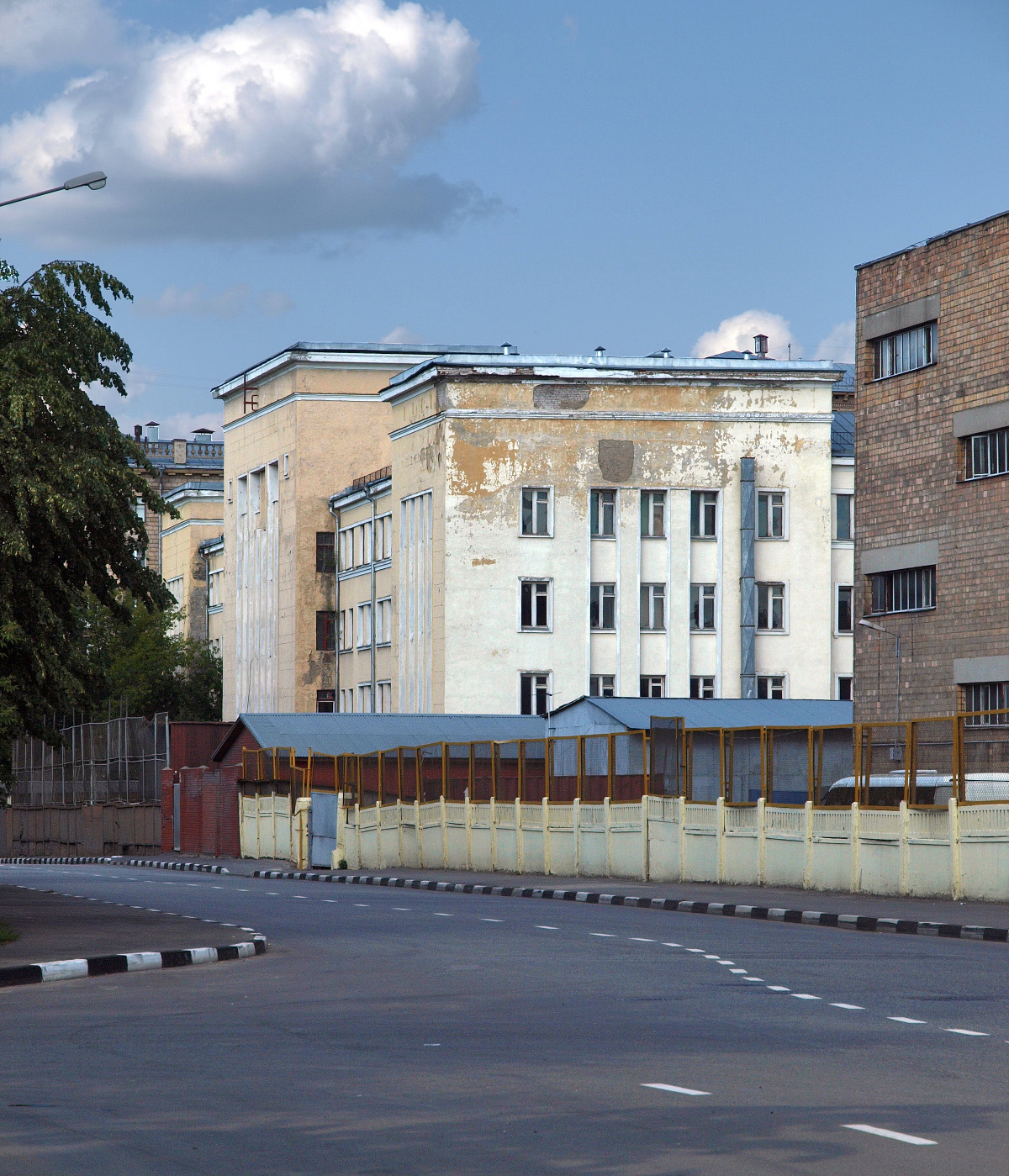
Красноказарменная улица
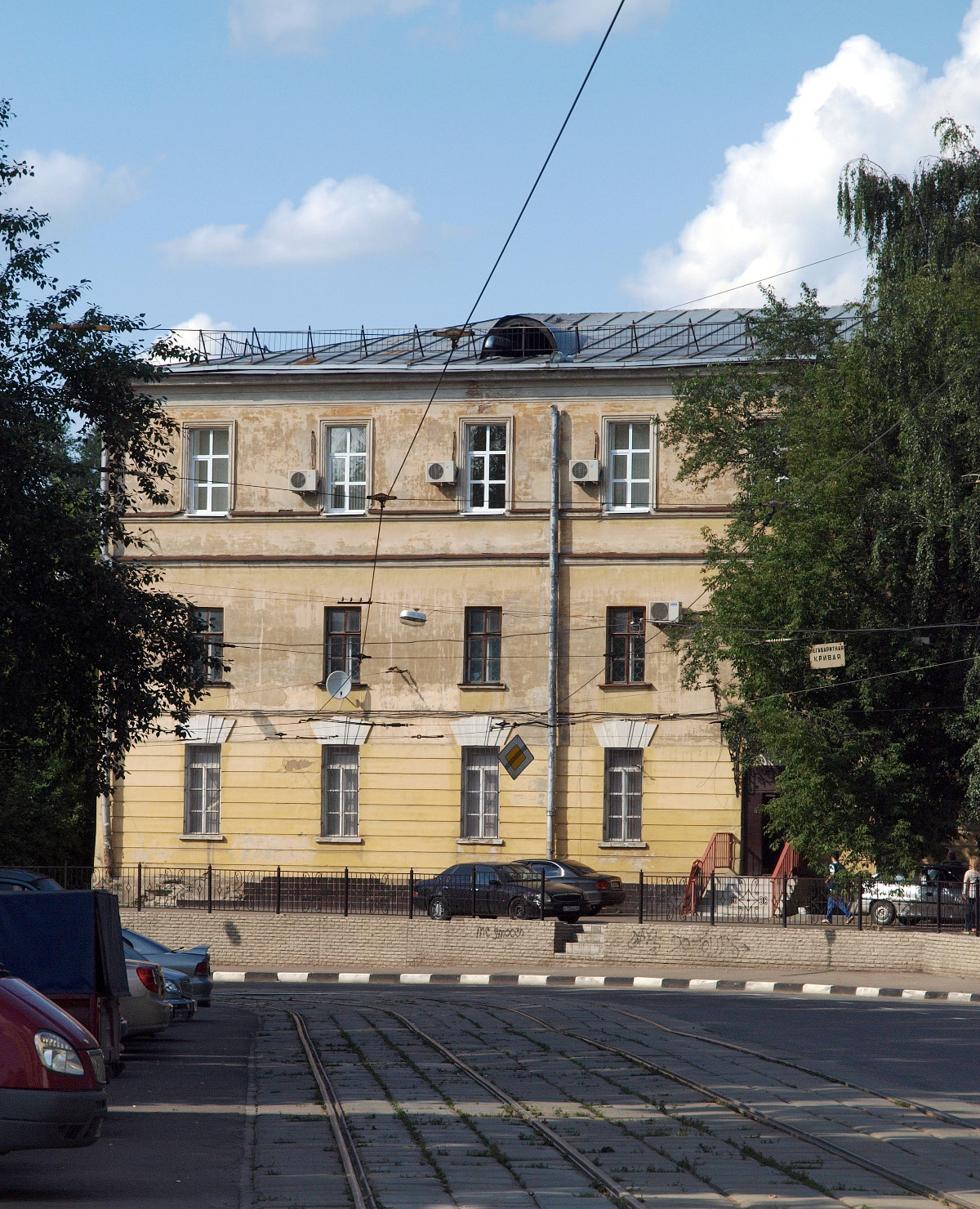
Красноказарменная улица